# Fernanda Falcão
Fernanda Falcão (Recife, 1990) é uma enfermeira e ativista pelos direitos do coletivo trans e contra a exploração sexual de mulheres cis e trans brasileiras. Ela tem sofrido violência por ser uma mulher trans. Em 2022, exilou-se na Espanha.

## Biografia
Fernanda Falcão foi criada pela avó, Eliza, pois a mãe trabalhava muito. A avó era professora de letras.
| “                 | [Minha avó] Me entendia antes de eu entender a mim mesma. Ela sempre soube que existia a Fernanda, antes mesmo que eu me entendesse dessa maneira. | ” |
| — Fernanda Falcão | |   |

Quando concluiu o ensino médio, aos 15 anos, estava morando com a mãe. Foi a uma boate com um amigo e conheceu o companheiro com quem estava até 2022. Quando chegou da festa, contou para a mãe, que chamou o pastor e a amarrou na mesa para um ritual para tirar algo de dentro dela. Foi expulsa de casa e acolhida na casa do parceiro daquela noite.

Sua transição foi ajudada por Paulinha, uma travesti que morava nas vizinhanças. Foram à farmácia comprar hormônio com os R$ 18 que Fernanda  tinha no bolso. Dava aulas de reforço para pagar a faculdade, mas a mudança do corpo e as roupas femininas fizeram com que as mães tirassem os filhos das aulas de reforço. Assim, para sobreviver e continuar seus estudos de enfermagem, precisou se prostituir.
| “                 | Na prostituição não fui tão agredida quanto fui na universidade. Quando eu chegava na sala de aula e me perguntavam por que eu estava ali, aquilo era pior do que se jogassem uma garrafa de mijo em mim. Era como se tirassem toda a minha esperança. | ” |
| — Fernanda Falcão | |   |

Aos dezoito anos, foi acusada de narcotráfico e condenada, pelo que permaneceu três anos na prisão. Ali fui estuprada por vários homens, torturada por agentes e contraiu HIV. Posteriormente, um vídeo provou que os policiais haviam plantado a droga em sua bolsa. O que a motivou a começar seu ativismo em prol dos direitos das mulheres trans e como porta-voz de um coletivo LGBTQIA+.

## Carreira
Prestou concurso e trabalhou como servidora pública pública do Departamento de Justiça de seu Estado, Pernambuco, onde colaborava com os juízes para elaborar políticas públicas sanitárias. Também participou de programas de conscientização e ministrou formação sobre a comunidade trans para policiais e funcionários de prisões. Ademais, coordenou uma rede nacional de mulheres travestis e transsexuais onde informava sobre mudança de nome e de sexo, e sobre saúde sexual. Também realizava acompanhamentos.

### Tentativas de assassinato
Quando trabalhava na Secretaria de Justiça de Pernambuco, Fernanda foi até a Penitenciária Agroindustrial São João e levou um tiro de um agente penitenciário. A bala ficou entre o esterno e o coração. Ela foi hospitalizada e passou por cirurgia. Quando estava na recuperação, fugiu com medo de ser perseguida pelo agente. Fernanda pediu exoneração e passou a viver de bicos.
Sofreu várias tentativas de assassinato por lutar contra a exploração sexual de pessoas cisgênero e trans. As ameaças de morte a Fernanda Falcão começaram em 8 julho de 2021, quando resgatou meninas de uma casa de prostituição em Maria Farinha, em Paulista, na Grande Recife. Nessa ocasião, metralharam sua casa.
Em novembro do mesmo ano, às 14h, pagou uma conta e, quando saiu, tentaram sequestrá-la, mesmo arrancando tufos de seu cabelo, ela correu e conseguiu escapar. Depois disso, se refugiou na Espanha com a ajuda de associações brasileiras que colaboram com a Organização das Nações Unidas (ONU) com a intenção de solicitar asilo.
| “                 | Minha vida virou esse inferno. Mesmo com as dificuldades financeiras, tive que deslocar minha mãe, padrasto e irmã, que moravam na minha casa. Depois que eu passei a ser acompanhada pelo PEPDDH, pouco eu tive. | ” |
| — Fernanda Falcão | |   |

### Exílio
Durante seus últimos seis meses no Brasil, para proteger-se, precisou mudar de domicílio a cada semana e inclusive de estado. Ela ingressou o Programa Estadual de Proteção aos Defensores de Direitos Humanos (PEPDDH). Foi uma das primeiras mulheres trans a solicitar judicialmente a morte assistida no Brasil.
| “                 | Não vivemos uma guerra, porque, numa guerra, algum dos lados pode se posicionar. O que vivemos é um genocídio. Eu nunca tive direito de defesa. Nunca tive tanta vontade de viver como eu tenho agora. | ” |
| — Fernanda Falcão | |   |